# خايرو بريرا ريس
خايرو بريرا ريس (5 مارس 1991 في البرازيل – )؛ هو لاعب كرة قدم كان يلعب كمهاجم.

## وصلات خارجية
- خايرو بريرا ريس على موقع قاعدة بيانات كرة القدم.إي يو (الإنجليزية)
- خايرو بريرا ريس على موقع Soccerway.com (الإنجليزية)